# Кутуз
Кутуз, аль-Малік аз-Музафар Саїф ад-Дін Кутуз (араб. الملك المظفر سيف الدين قطز, помер 24 жовтня 1260) — мусульманський полководець і політичний діяч, султан Єгипту з династії Бахрітів.

## Життєпис
За походженням хорезмієць. Був захоплений у полон монголами і проданий рабство. У Дамаску його купив єгипетський торгівець, що постачав невільників для гвардії аюбідського султана. Як мамлюк дослужився до звання старшого еміра.
Із здобуттям влади Айбеком (1250), був у призначений наїбом Єгипту, а після його смерті — оскільки новому султану Мансуру Алі виповнилося лише 15 років — головнокомандувачем. 12 листопада 1259 року усунув від влади Мансура Алі і проголосив султаном себе, поширюючи версію про те, що насправді є близьким родичем покійного шаха Хорезму Мухаммеда II Ала ад-Діна.
Очолював єгипетське військо, що рушило на зустріч монголам, хоча, за поширеною версією, фактичним командувачем був Бейбарс.
Після перемоги над монголами серед мамлюків, незадоволених призначеннями, здійсненими Кутузом у Сирії, виникла змова. 23 жовтня 1260 року під час полювання біля Гази Бейбарс наблизився до султана, нібито із проханням віддати йому привабливу полонянку. Кутуз погодився, і Бейбарс поцілував йому руку. За цим сигналом змовники накинулися на володаря. Смертельний удар Кутузу завдав Анас аль Сілхадар, проте пізніше вбивство Кутуза приписували особисто Бейбарсу.